# خسوف القمر مايو 2013
| خسوف القمر الخسوف 25 مايو 2013                       | خسوف القمر الخسوف 25 مايو 2013 |
| ---------------------------------------------------- | ------------------------------ |
| بالكاد يرعى القمر الظل الشمالي للأرض.                |                                |
| ساروس (وعضو)                                         | 150 (1 من 71)                  |
| جاما                                                 | 1.5350                         |
| المدة (hr: mn: sc)                                   |                                |
| Penumbral                                            | 0:33:34                        |
| جهات الاتصال ( UTC )                                 |                                |
| P1                                                   | 3:53:15                        |
| أعظم                                                 | 4:09:58                        |
| ص 4                                                  | 4:26:49                        |
| حركة القمر بالساعة عبر ظل الأرض في كوكبة برج العقرب. |                                |

حدث خسوف شبه قمري للقمر في 24-25 مايو 2013، وهو الثاني من ثلاثة خسوف للقمر في عام 2013. كان غير محسوس بصريًا بسبب الدخول الصغير إلى الظل شبه المنتظم. يمثل هذا الحدث بداية سلسلة ساروس 150.

## الرؤية

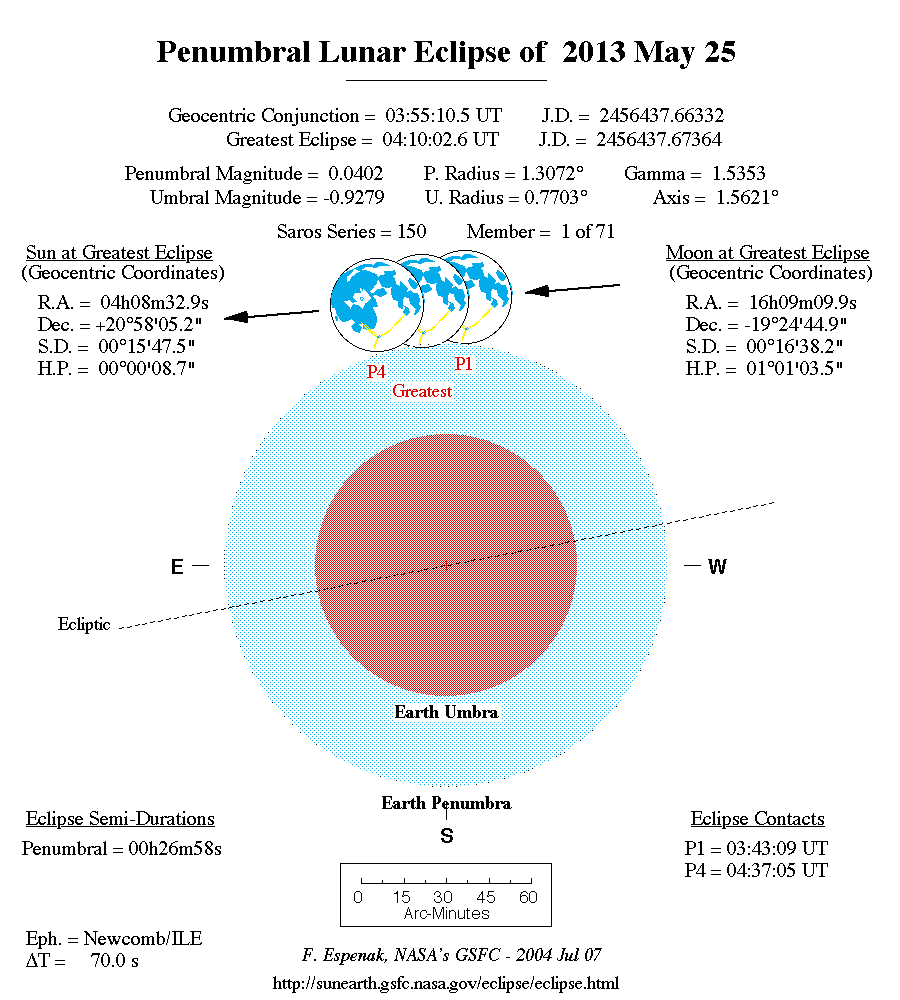
مخطط ناسا للكسوف

منظر محاكى للأرض من مركز القمر عند الخسوف الأقصى.

## صالة عرض

رسم متحرك للكسوف يُنظر إليه من القطب الجنوبي للقمر

## الخسوفات ذات الصلة

### كسوف 2013
- خسوف جزئي للقمر في 25 أبريل.
- كسوف حلقي للشمس في 10 مايو.
- خسوف شبه قمري للقمر في 25 مايو.
- خسوف شبه قمري للقمر في 18 أكتوبر.
- كسوف شمسي هجين في 3 نوفمبر.

### السنة القمرية (354 يومًا).
هذا الخسوف هو واحد من خمس خسوفات للقمر في سلسلة قصيرة العمر. تتكرر سلسلة السنة القمرية بعد 12 قمرًا أو 354 يومًا (العودة إلى الوراء حوالي 10 أيام في سنوات متتالية). بسبب تغيير التاريخ، سيكون ظل الأرض حوالي 11 درجة غربًا في أحداث متتالية.

### سلسلة ساروس
هذا هو أول خسوف للقمر لسلسلة ساروس 150. سيكون الحدث التالي أيضًا هو الكسوف شبه الخفيف في 5 يونيو 2031. يتداخل ساروس الشمسية 157 مع هذا الساروس القمري مع حدث يحدث كل 9 سنوات 5 أيام بالتناوب بين كل سلسلة ساروس.
سيحدث الكسوف الجزئي في السلسلة 150 بين 20 أغسطس 2157 وما بعد عام 3000. سيحدث الخسوف الكلي بين 29 أبريل 2572 و 28 أغسطس 2770.